# Quitosan

Fórmula del quitosan

El quitosan és un polisacàrid que s'obté de la desacetilació de la quitina. Es pot obtenir a partir de la closca de les gambes.
S'utilitza en farmàcia galènica com a viscositzant en les suspensions. En dissolució es disposa formant l'estructura anomenada de "caixa d'ous", en què els ions es troben dins de cavitats. També s'atribueix al producte la capacitat d'atraure greix del sistema digestiu i impedir-ne la metabolització, per tal de perdre pes sense reduir el consum de greixos. Aquest efecte, però, és discutit, i encara que existeixi, probablement tingui una incidència mínima en el pes corporal.